# روبرت فان دير هورست
روبرت فان دير هورست (بالهولندية: Robert van der Horst)‏ هو لاعب هوكي الحقل هولندي، ولد في 17 أكتوبر 1984 في آيندهوفن في هولندا.

## وصلات خارجية
- الموقع الرسمي
- روبرت فان دير هورست على موقع الاتحاد الدولي للهوكي (الإنجليزية)
- روبرت فان دير هورست على موقع اللجنة الأولمبية الدولية (الإنجليزية)
- روبرت فان دير هورست على موقع أوليمبيديا (الإنجليزية)
- روبرت فان دير هورست على موقع تيم أن.أل (الهولندية)